# Football Club du Grand-Saconnex 2022-2023
Questa voce raccoglie le informazioni riguardanti il Football Club du Grand-Saconnex nelle competizioni ufficiali della stagione 2022-2023.

## Stagione
Nella stagione 2022-2023 il FC Grand-Saconnex, allenato da Helder Boteta, concluse il campionato di Prima Lega al 11º posto. In Coppa Svizzera il FC Grand-Saconnex fu eliminato al primo turno dal Portalban/Gletterens.

## Rosa
| N. |                         | Ruolo | Calciatore        |
| -- | ----------------------- | ----- | ----------------- |
| 1  | Svizzera (bandiera)     | P     | André Pinheiro    |
| 4  | Svizzera (bandiera)     | D     | Alban Arifi       |
| 5  | Svizzera (bandiera)     | C     | Meshar Arifi      |
| 6  | Portogallo (bandiera)   | C     | Edgar dos Santos  |
| 7  | Kosovo (bandiera)       | A     | Enis Alaj         |
| 8  | Svizzera (bandiera)     | C     | Afan Ul-Haq       |
| 9  | Svizzera (bandiera)     | A     | Cristian Papa     |
| 10 | Svizzera (bandiera)     | C     | Johnny Dias       |
| 11 | Svizzera (bandiera)     | C     | Yunis Mohamed Ali |
| 11 | Italia (bandiera)       | C     | Anthony Tomasini  |
| 12 | Svizzera (bandiera)     | D     | Steve Gomes       |
| 13 | Svizzera (bandiera)     | C     | Luca Ducoli       |
| 14 | RD del Congo (bandiera) | D     | Gabriel Passi     |
| 15 | Svizzera (bandiera)     | D     | Timothée Mbaki    |
| 18 | Svizzera (bandiera)     | D     | Oscar Wieland     |
| 19 | Svizzera (bandiera)     | D     | Fabiano Dupraz    |
| 20 | Svizzera (bandiera)     | D     | Diego Sessolo     |
| 21 | Svizzera (bandiera)     | C     | Stéphane Pais     |
| 23 | Giamaica (bandiera)     | D     | Delano Hanson     |
| 26 | Svizzera (bandiera)     | D     | Arnaud Kanda      |

| N. |                       | Ruolo | Calciatore                |
| -- | --------------------- | ----- | ------------------------- |
| 27 | Angola (bandiera)     | C     | Henrique Soares           |
| 29 | Portogallo (bandiera) | C     | João dos Santos           |
| 30 | Svizzera (bandiera)   | P     | Sajjad Merchant           |
| 30 | Svizzera (bandiera)   | P     | Dany Puglisi              |
| 33 | Francia (bandiera)    | C     | Mickael Cazot             |
| 38 | Francia (bandiera)    | D     | Amine El Bargui           |
| 44 | Svizzera (bandiera)   | D     | Nolan Golay               |
| 45 | Belgio (bandiera)     | A     | Ilion Ssebunya            |
| 71 | Francia (bandiera)    | A     | Alexis Guérin             |
| 77 | Portogallo (bandiera) | D     | Carlos Borges             |
| 99 | Svizzera (bandiera)   | C     | Valmir Rahimi             |
|    | Italia (bandiera)     | P     | Luca Cassiano             |
|    | Brasile (bandiera)    | D     | Sergio                    |
|    | Svizzera (bandiera)   | C     | Blinor Aliu               |
|    | Svizzera (bandiera)   | C     | Giovanni Casorella        |
|    | Svizzera (bandiera)   | C     | Etnor Salihu              |
|    | Svizzera (bandiera)   | C     | Tenzin Subramani          |
|    | Svizzera (bandiera)   | A     | Mahdi Assa                |
|    | Italia (bandiera)     | A     | Miguel Martinez Pedreschi |

## Organigramma societario
Area tecnica
- Allenatore:
- Allenatore in seconda:
- Preparatore dei portieri:
- Preparatori atletici:

## Calciomercato

### Sessione estiva
| Acquisti | Acquisti         | Acquisti          | Acquisti |
| R.       | Nome             | da                | Modalità |
| -------- | ---------------- | ----------------- | -------- |
| D        | Diego Sessolo    | Terre Sainte      |          |
| A        | Dan Ben El Marie | Lancy             |          |
| D        | Fabiano Dupraz   | FC Grand-Sacconex |          |
| C        | Edgar dos Santos | Meyrin            |          |
| C        | Henrique Soares  | Lancy             |          |
| C        | Johnny Dias      | Lancy             |          |
| C        | Evan Massimino   | Italien           |          |
| D        | Timothée Mbaki   | Étoile Carouge    |          |
| C        | Valmir Rahimi    | Lancy             |          |
| A        | Ilion Ssebunya   | Italien           |          |
| C        | Anthony Tomasini | Kosova Ginevra    |          |
| D        | Oscar Wieland    | Servette U-21     |          |

| Cessioni | Cessioni                | Cessioni          | Cessioni |
| R.       | Nome                    | a                 | Modalità |
| -------- | ----------------------- | ----------------- | -------- |
| C        | Evan Massimino          | Italien           |          |
| C        | Rayan Ben Mabrouk       | Perly-Certoux     |          |
| D        | Henrique de Amorim      | Amical Saint-Prex |          |
| A        | Guillaume Marques       | Perly-Certoux     |          |
| C        | Bruno Rodrigues Antunes | Perly-Certoux     |          |

### Sessione invernale
| Acquisti | Acquisti        | Acquisti      | Acquisti |
| R.       | Nome            | da            | Modalità |
| -------- | --------------- | ------------- | -------- |
| C        | Etnor Salihu    | Servette U18  |          |
| A        | Alexis Guérin   | Servette U-21 |          |
| D        | Carlos Borges   | Meyrin        |          |
| C        | João dos Santos | Meyrin        |          |
| A        | Enis Alaj       | Italien       |          |
| D        | Gabriel Passi   | Signal Bernex |          |

| Cessioni | Cessioni         | Cessioni          | Cessioni |
| R.       | Nome             | a                 | Modalità |
| -------- | ---------------- | ----------------- | -------- |
| D        | Rafael           | Vernier           |          |
| C        | Alessio Russo    | Perly-Certoux     |          |
| A        | Dan Ben El Marie | Olympique Ginevra |          |

## Risultati

### Prima Lega 2022-2023

#### andata
| Arbitro: | Duc |

|                       |           |           |
| Rahimi 28’ Soares 52’ | Marcatori | 44’ Niang |

| Monthey 13 agosto 2022, ore 17:00 CEST 2ª giornata                          | Monthey   | 3 – 2 referto       | Grand-Saconnex | Stade Philippe-Pottier (300 spett.) |
| \| \| \| \| \| Derivaz 56’, 85’, 87’ \| Marcatori \| 9’ Soares 90’ Russo \| |           |                     |                |                                     |
|                                                                             |           |                     |                |                                     |
| Derivaz 56’, 85’, 87’                                                       | Marcatori | 9’ Soares 90’ Russo |                |                                     |

| Le Grand-Saconnex 24 agosto 2022, ore 20:30 CEST 3ª giornata                           | Grand-Saconnex | 1 – 4 referto                             | Coffrane | Stade du Blanché (175 spett.) |
| \| \| \| \| \| Soares 19’ \| Marcatori \| 25’, 38’ Briancon 43’ Monnier 90’ Paraiso \| |                |                                           |          |                               |
|                                                                                        |                |                                           |          |                               |
| Soares 19’                                                                             | Marcatori      | 25’, 38’ Briancon 43’ Monnier 90’ Paraiso |          |                               |

| Arbitro: | Prskalo |

|                                                         |           |            |
| Chentouf 21’, 41’ Bavueza 22’ Salan 70’ (rig.) Sene 73’ | Marcatori | 90’ Soares |

| Le Grand-Saconnex 3 settembre 2022, ore 18:00 CEST 5ª giornata                                           | Grand-Saconnex | 4 – 2 referto           | Naters | Stade du Blanché (200 spett.) |
| \| \| \| \| \| Soares 17’ Papa 54’ Mbaki 77’ Arifi 90’ (rig.) \| Marcatori \| 47’ Gasser 51’ Chihadeh \| |                |                         |        |                               |
| |                |                         |        |                               |
| Soares 17’ Papa 54’ Mbaki 77’ Arifi 90’ (rig.)                                                           | Marcatori      | 47’ Gasser 51’ Chihadeh |        |                               |

| Vernier 11 settembre 2022, ore 16:00 CEST 6ª giornata                         | Servette U-21 | 5 – 0 referto | Grand-Saconnex | Centre Sportif Bois-des-Frères (503 spett.) |
| \| \| \| \| \| Patricio 1’, 36’, 50’ Chaïbi 7’ (rig.), 28’ \| Marcatori \| \| |               |               |                |                                             |
|                                                                               |               |               |                |                                             |
| Patricio 1’, 36’, 50’ Chaïbi 7’ (rig.), 28’                                   | Marcatori     |               |                |                                             |

| Arbitro: | Duc |

|                             |           |                        |
| Pais 9’ Soares 73’ Papa 85’ | Marcatori | 27’ Sestito 57’ Mehraz |

| Delley-Portalban 24 settembre 2022, ore 17:30 CEST 8ª giornata                      | Portalban/Gletterens | 1 – 4 referto                        | Grand-Saconnex | Centre Sportif Les Grèves |
| \| \| \| \| \| Mehmetaj 48’ \| Marcatori \| 10’, 64’ Soares 56’ Ssebunya 66’ Ali \| |                      |                                      |                |                           |
|                                                                                     |                      |                                      |                |                           |
| Mehmetaj 48’                                                                        | Marcatori            | 10’, 64’ Soares 56’ Ssebunya 66’ Ali |                |                           |

| Le Grand-Saconnex 1º ottobre 2022, ore 19:00 CEST 9ª giornata                        | Grand-Saconnex | 2 – 2 referto                    | Martigny | Stade du Blanché |
| \| \| \| \| \| Soares 7’ Ali 66’ \| Marcatori \| 76’ Samardzic 90’ (rig.) Coumaré \| |                |                                  |          |                  |
|                                                                                      |                |                                  |          |                  |
| Soares 7’ Ali 66’                                                                    | Marcatori      | 76’ Samardzic 90’ (rig.) Coumaré |          |                  |

| La Chaux-de-Fonds 8 ottobre 2022, ore 16:30 CEST 10ª giornata                              | La Chaux-de-Fonds | 2 – 2 referto                 | Grand-Saconnex | Stadio di la Charrière |
| \| \| \| \| \| Stjepanovic 70’ Cattin 84’ \| Marcatori \| 37’ (rig.) Arifi 44’ Ssebunya \| |                   |                               |                |                        |
|                                                                                            |                   |                               |                |                        |
| Stjepanovic 70’ Cattin 84’                                                                 | Marcatori         | 37’ (rig.) Arifi 44’ Ssebunya |                |                        |

| Le Grand-Saconnex 15 ottobre 2022, ore 17:30 CEST 11ª giornata | Grand-Saconnex | 1 – 0 referto | Chênois | Stade du Blanché |
| \| \| \| \| \| Arifi 32’ \| Marcatori \| \|                    |                |               |         |                  |
|                                                                |                |               |         |                  |
| Arifi 32’                                                      | Marcatori      |               |         |                  |

| Coppet 29 ottobre 2022, ore 17:00 CEST 12ª giornata             | Terre Sainte | 1 – 1 referto    | Grand-Saconnex | Centre Sportif des Rojalets |
| \| \| \| \| \| Virchaux 72’ \| Marcatori \| 42’ (rig.) Arifi \| |              |                  |                |                             |
|                                                                 |              |                  |                |                             |
| Virchaux 72’                                                    | Marcatori    | 42’ (rig.) Arifi |                |                             |

| Le Grand-Saconnex 5 novembre 2022, ore 17:30 CET 13ª giornata | Grand-Saconnex | 0 – 1 referto  | Sion II | Stade du Blanché |
| \| \| \| \| \| \| Marcatori \| 86’ Constantin \|              |                |                |         |                  |
|                                                               |                |                |         |                  |
|                                                               | Marcatori      | 86’ Constantin |         |                  |

| Morges 13 novembre 2022, ore 15:00 CET 14ª giornata                                    | La Sarraz-Eclépens | 2 – 3 referto               | Grand-Saconnex | Terrain de La Sarraz - En Gravey (200 spett.) |
| \| \| \| \| \| Ndiaye 39’ Benkreira 86’ \| Marcatori \| 27’ Dias 72’ Arifi 90’ Pais \| |                    |                             |                |                                               |
|                                                                                        |                    |                             |                |                                               |
| Ndiaye 39’ Benkreira 86’                                                               | Marcatori          | 27’ Dias 72’ Arifi 90’ Pais |                |                                               |

| Le Grand-Saconnex 19 novembre 2022, ore 17:30 CET 15ª giornata | Grand-Saconnex | 0 – 1 referto      | Vevey United | Stade du Blanché |
| \| \| \| \| \| \| Marcatori \| 90’ (rig.) Bunjaku \|           |                |                    |              |                  |
|                                                                |                |                    |              |                  |
|                                                                | Marcatori      | 90’ (rig.) Bunjaku |              |                  |

#### ritorno
| Losanna 26 novembre 2022, ore 17:00 CET 16ª giornata                    | Concordia Losanna | 2 – 2 referto     | Grand-Saconnex | Centre sportif de la Tuilière |
| \| \| \| \| \| Houss 20’ Niang 76’ \| Marcatori \| 59’ Pais 62’ Dias \| |                   |                   |                |                               |
|                                                                         |                   |                   |                |                               |
| Houss 20’ Niang 76’                                                     | Marcatori         | 59’ Pais 62’ Dias |                |                               |

| Le Grand-Saconnex 25 febbraio 2023, ore 15:30 CET 17ª giornata                        | Grand-Saconnex | 1 – 4 referto                               | Monthey | Stade du Blanché |
| \| \| \| \| \| Ali 90’ \| Marcatori \| 6’, 45’ Ambrosio 22’ (rig.) Rauti 59’ Costa \| |                |                                             |         |                  |
|                                                                                       |                |                                             |         |                  |
| Ali 90’                                                                               | Marcatori      | 6’, 45’ Ambrosio 22’ (rig.) Rauti 59’ Costa |         |                  |

| Coffrane 4 marzo 2023, ore 15:00 CET 18ª giornata              | Coffrane  | 3 – 0 referto | Grand-Saconnex | Centre Sportif Les Geneveys (200 spett.) |
| \| \| \| \| \| Kebbal 36’ Pegoraro 90’, 90’ \| Marcatori \| \| |           |               |                |                                          |
|                                                                |           |               |                |                                          |
| Kebbal 36’ Pegoraro 90’, 90’                                   | Marcatori |               |                |                                          |

| Le Grand-Saconnex 11 marzo 2023, ore 15:00 CET 19ª giornata                                           | Grand-Saconnex | 0 – 6 referto                                                       | Meyrin | Stade du Blanché |
| \| \| \| \| \| \| Marcatori \| 3’ (rig.) Salan 41’ Sene 49’ Iyeti 71’ Costa 88’ Jourdan 90’ Nsiala \| |                |                                                                     |        |                  |
| |                |                                                                     |        |                  |
| | Marcatori      | 3’ (rig.) Salan 41’ Sene 49’ Iyeti 71’ Costa 88’ Jourdan 90’ Nsiala |        |                  |

| Naters 19 marzo 2023, ore 14:30 CET 20ª giornata | Naters    | 0 – 1 referto | Grand-Saconnex | Sportanlage Stapfen |
| \| \| \| \| \| \| Marcatori \| 17’ Rahimi \|     |           |               |                |                     |
|                                                  |           |               |                |                     |
|                                                  | Marcatori | 17’ Rahimi    |                |                     |

| 19 aprile 2023, ore 20:30 CEST 21ª giornata | Grand-Saconnex | 0 – 1 | Servette U-21 |  |

| Echallens 1º aprile 2023, ore 17:00 CEST 22ª giornata                                      | Echallens | 2 – 2 referto           | Grand-Saconnex | Stade des Trois Sapins |
| \| \| \| \| \| Mutombo 31’ Rushenguziminega 87’ \| Marcatori \| 39’ Ssebunya 70’ Soares \| |           |                         |                |                        |
|                                                                                            |           |                         |                |                        |
| Mutombo 31’ Rushenguziminega 87’                                                           | Marcatori | 39’ Ssebunya 70’ Soares |                |                        |

| Le Grand-Saconnex 5 aprile 2023, ore 20:30 CEST 23ª giornata    | Grand-Saconnex | 2 – 0 referto | Portalban/Gletterens | Stade du Blanché |
| \| \| \| \| \| Fornerod 8’ (aut.) Rahimi 53’ \| Marcatori \| \| |                |               |                      |                  |
|                                                                 |                |               |                      |                  |
| Fornerod 8’ (aut.) Rahimi 53’                                   | Marcatori      |               |                      |                  |

| Martigny 15 aprile 2023, ore 17:30 CEST 24ª giornata | Martigny  | 1 – 0 referto | Grand-Saconnex | Stade d'Octodure |
| \| \| \| \| \| Mujdzic 74’ \| Marcatori \| \|        |           |               |                |                  |
|                                                      |           |               |                |                  |
| Mujdzic 74’                                          | Marcatori |               |                |                  |

| Le Grand-Saconnex 22 aprile 2023, ore 16:45 CEST 25ª giornata | Grand-Saconnex | 1 – 1 referto | La Chaux-de-Fonds | Stade du Blanché |
| \| \| \| \| \| Soares 37’ (rig.) \| Marcatori \| 19’ Kasaï \| |                |               |                   |                  |
|                                                               |                |               |                   |                  |
| Soares 37’ (rig.)                                             | Marcatori      | 19’ Kasaï     |                   |                  |

| Trois-Chenes 29 aprile 2023, ore 17:30 CEST 26ª giornata                                         | Chênois   | 3 – 2 referto              | Grand-Saconnex | Stade des Trois-Chêne |
| \| \| \| \| \| Cotting 26’ Munishi 54’ Bilalli 64’ \| Marcatori \| 30’ Passi 59’ (rig.) Arifi \| |           |                            |                |                       |
|                                                                                                  |           |                            |                |                       |
| Cotting 26’ Munishi 54’ Bilalli 64’                                                              | Marcatori | 30’ Passi 59’ (rig.) Arifi |                |                       |

| 6 maggio 2023, ore 17:00 CEST 27ª giornata | Grand-Saconnex | 1 – 2 | Terre Sainte |  |

| 13 maggio 2023, ore 15:00 CEST 28ª giornata | Sion II | 0 – 2 | Grand-Saconnex |  |

| 20 maggio 2023, ore 16:00 CEST 29ª giornata | Grand-Saconnex | 1 – 2 | La Sarraz-Eclépens |  |

| 27 maggio 2023, ore 16:00 CEST 30ª giornata | Vevey United | 4 – 2 | Grand-Saconnex |  |

### Coppa Svizzera
| Arbitro: | Qovanaj |

|          |           |  |
| Luís 18’ | Marcatori |  |

## Statistiche

### Statistiche di squadra
| Competizione   | Punti | In casa | In casa | In casa | In casa | In casa | In casa | In trasferta | In trasferta | In trasferta | In trasferta | In trasferta | In trasferta | Totale | Totale | Totale | Totale | Totale | Totale | DR  |
| Competizione   | Punti | G       | V       | N       | P       | Gf      | Gs      | G            | V            | N            | P            | Gf           | Gs           | G      | V      | N      | P      | Gf     | Gs     | DR  |
| -------------- | ----- | ------- | ------- | ------- | ------- | ------- | ------- | ------------ | ------------ | ------------ | ------------ | ------------ | ------------ | ------ | ------ | ------ | ------ | ------ | ------ | --- |
| Prima Lega     | 33    | 15      | 5       | 2       | 8       | 19      | 29      | 15           | 4            | 4            | 7            | 24           | 34           | 30     | 9      | 6      | 15     | 43     | 63     | -20 |
| Coppa Svizzera | -     | 0       | 0       | 0       | 0       | 0       | 0       | 1            | 0            | 0            | 1            | 0            | 1            | 1      | 0      | 0      | 1      | 0      | 1      | -1  |
| Totale         | 33    | 15      | 5       | 2       | 8       | 19      | 29      | 16           | 4            | 4            | 8            | 24           | 35           | 31     | 9      | 6      | 16     | 43     | 64     | -21 |

### Andamento in campionato
| Giornata  | 1 | 2 | 3  | 4  | 5  | 6  | 7  | 8 | 9 | 10 | 11 | 12 | 13 | 14 | 15 | 16 | 17 | 18 | 19 | 20 | 21 | 22 | 23 | 24 | 25 | 26 | 27 | 28 | 29 | 30 |
| --------- | - | - | -- | -- | -- | -- | -- | - | - | -- | -- | -- | -- | -- | -- | -- | -- | -- | -- | -- | -- | -- | -- | -- | -- | -- | -- | -- | -- | -- |
| Luogo     | C | T | C  | T  | C  | T  | C  | T | C | T  | C  | T  | C  | T  | C  | T  | C  | T  | C  | T  | C  | T  | C  | T  | C  | T  | C  | T  | C  | T  |
| Risultato | V | P | P  | P  | V  | P  | V  | V | N | N  | V  | N  | P  | V  | P  | N  | P  | P  | P  | V  | P  | N  | V  | P  | N  | P  | P  | V  | P  | P  |
| Posizione | 5 | 8 | 12 | 13 | 10 | 11 | 11 | 9 | 9 | 9  | 7  | 8  | 8  | 8  | 8  | 9  | 9  | 10 | 11 | 10 | 10 | 10 | 9  | 9  | 9  | 10 | 11 | 10 | 10 | 11 |

Legenda:

Luogo: C = Casa; T = Trasferta. Risultato: V = Vittoria; N = Pareggio; P = Sconfitta.